# Papilio hoppo
Papilio hoppo là một loài bướm thuộc họ Bướm phượng (Papilionidae). 
Loài Papilio hoppo được mô tả năm 1908 bởi Matsumura. Loài bướm Papilio hoppo sinh sống ở .

## Hình ảnh

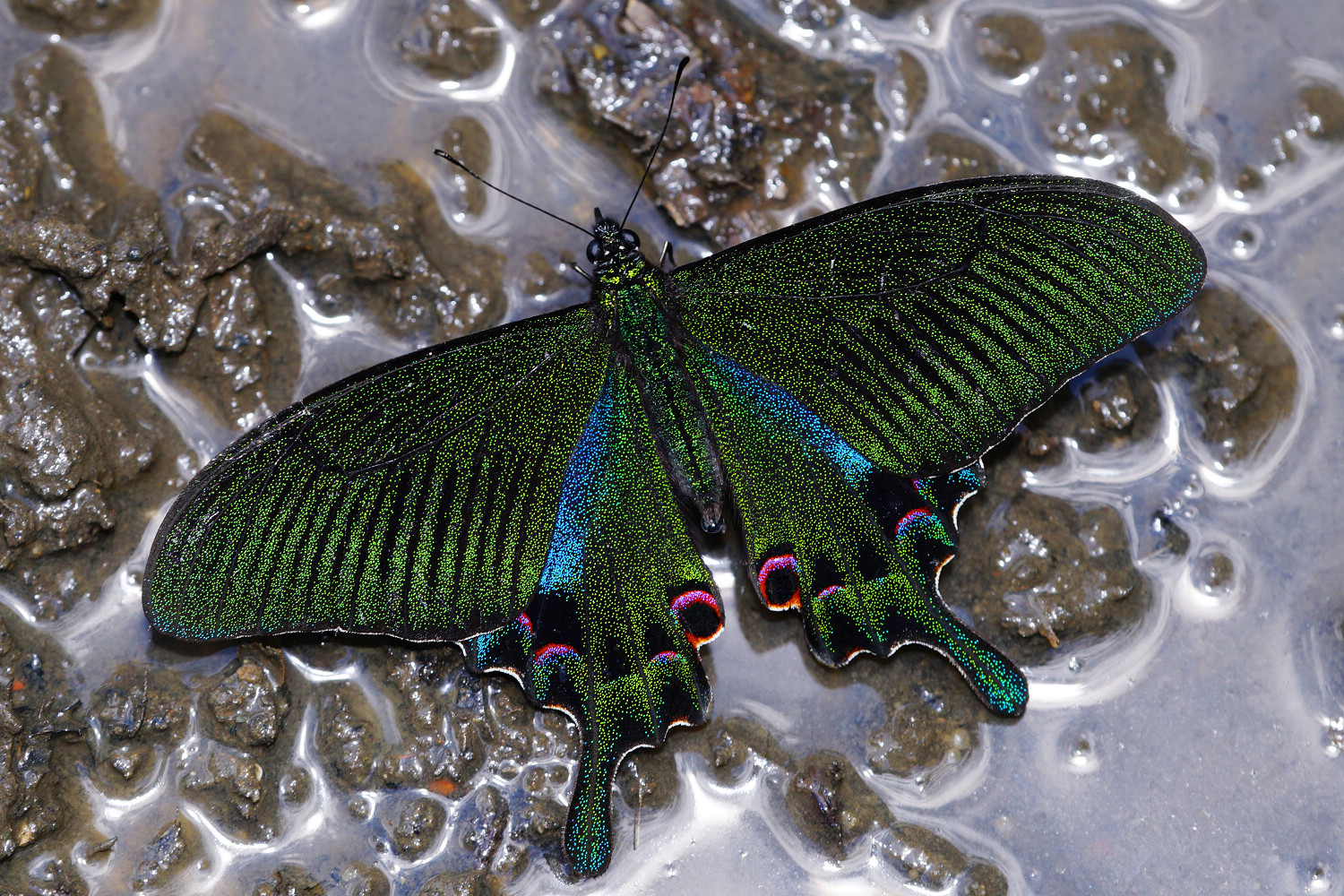